# Khadir (huyện)
Khadir là một huyện thuộc tỉnh Daikondi, Afghanistan. Dân số thời điểm năm 1999 là  người.